# Eclipsi solar del 26 de febrer de 2017
L'Eclipsi solar del 26 de febrer de 2017 serà un eclipsi solar anular que es produirà el 26 de febrer del 2017. Serà el 13è eclipsi anular del segle xxi. Un eclipsi anular es dona quan la Lluna es troba prop de l'apogeu i el seu diàmetre és menor que el solar, de manera que en la fase màxima, roman visible un anell del disc del Sol. Açò ocorre en la banda d'anularitat, fora d'ella l'eclipsi és parcial. Un eclipsi anular que va afectar l'estat espanyol ocorregué el 3 d'octubre de 2005. En el cas de l'eclipsi anular del 2017, començarpa al Pacífic Sud, travessarà la Patagònia, passarà per l'Atlàntic Sud i després de passar per Angola acabarà a la República Democràtica del Congo.Carta de l'eclipsi general, segons la Nasa